# Krzysztof Budka
Krzysztof Budka (ur. 2 września 1958 w Krakowie) - były polski piłkarz występujący na pozycji obrońcy.

## Życiorys
Jest wychowankiem Wisły Kraków. Na początku kariery, w 1978 roku, został mistrzem Polski. W krakowskim zespole grał do 1985, następnie występował w Zagłębiu Lubin, a od 1989 do 1991 roku był zawodnikiem warszawskiej Legii. W tym okresie dwukrotnie zdobył Puchar Polski (1989, 1990), zagrał także w kadrze seniorów.

## Reprezentacja Polski
W reprezentacji debiutował 23 sierpnia 1989 w meczu z Związkiem Radzieckim, ostatni raz zagrał w tym samym roku. Łącznie w biało-czerwonych barwach rozegrał 3 spotkania.
| l.p. | Data             | Miejsce   | Przeciwnik | Rezultat | Rozgrywki  | Grał   | Uwagi |
| ---- | ---------------- | --------- | ---------- | -------- | ---------- | ------ | ----- |
| 1.   | 23 sierpnia 1989 | Lubin     | ZSRR       | 1-1      | towarzyski | 90'    |       |
| 2.   | 5 września 1989  | Warszawa  | Grecja     | 3-0      | towarzyski | 90'    |       |
| 3.   | 20 września 1989 | La Coruña | Hiszpania  | 0-1      | towarzyski | do 54' |       |